# Шерзод Насрулаев
Шерзод Иннатило оглъ Насрулаев (на узбекски: Шерзод Иннатилло оглы Насруллаев, роден на 23 юли 1998) е узбекски професионален футболист, нападател  и състезател на Узбекския национален отбор по футбол. Футболист на узбекския Насаф.
Участник в Купата на Азия 2023. Автор на третия гол срещу Индия - 3:0.

## Успехи
Насаф (Харши)
- Купа на Узбекистан
  - Носител (2): 2021, 2022, 2023

- Супер купа на Узбекистан
  - Носител (2): 2023